# Patrimoni dell'umanità della Costa d'Avorio
I patrimoni dell'umanità della Costa d'Avorio sono i siti dichiarati dall'UNESCO come patrimonio dell'umanità in Costa d'Avorio, che è divenuta parte contraente della Convenzione sul patrimonio dell'umanità il 9 gennaio 1981.
Al 2022 i siti iscritti nella Lista dei patrimoni dell'umanità sono cinque, mentre due sono le candidature per nuove iscrizioni. I primi due siti iscritti nella lista sono stati nel 1982 la Riserva naturale integrale del Monte Nimba e il Parco nazionale di Taï, durante la sesta sessione del comitato del patrimonio mondiale. L'anno seguente, nella settima sessione, il Parco nazionale del Comoé è divenuto il terzo sito ivoriano riconosciuto dall'UNESCO. Il quarto patrimonio è stata la città storica di Grand-Bassam, aggiunta nel 2012. Il quinto e più recente patrimonio, comprendente più componenti, è costituito dalle Moschee in stile sudanese nel nord della Costa d'Avorio, incluse nella lista nel 2021 dalla quarantaquattresima sessione del comitato. Due siti sono considerati culturali, secondo i criteri di selezione, tre naturali; uno è parte di un sito transnazionale. Un sito, la Riserva naturale integrale del Monte Nimba, è stato iscritto nella Lista dei patrimoni dell'umanità in pericolo dalla XVI sessione del Comitato per il patrimonio dell'umanità, nel 1992.

## Siti del Patrimonio mondiale
| Foto | Sito                                                    | Luogo                                                           | Tipo                      | Anno | Descrizione |
| ---- | ------------------------------------------------------- | --------------------------------------------------------------- | ------------------------- | ---- | --- |
|      | Riserva naturale integrale del Monte Nimba              | Gbon-Houyé, Kouan-Houlé (condiviso con Guinea)                  | Naturale (155; ix, x)     | 1982 | Situato ai confini tra Guinea, Liberia e Costa d'Avorio, il Monte Nimba si erge sopra la savana circostante. Le sue pendici sono ricoperte da fitti boschi ai piedi di alpeggi erbosi. Ospitano una flora e una fauna particolarmente ricche, con specie endemiche come il rospo viviparo e gli scimpanzé che usano le pietre come strumenti. |
|      | Parco nazionale di Taï                                  | Regione di Cavally, Regione di Nawa, Regione di San-Pédro       | Naturale (195; vii, x)    | 1982 | Questo parco è uno degli ultimi grandi resti della foresta tropicale primaria dell'Africa occidentale. La sua ricca flora naturale e le specie di mammiferi minacciate come l'ippopotamo pigmeo e 11 specie di scimmie sono di grande interesse scientifico. |
|      | Parco nazionale del Comoé                               | Regione di Bounkani, Regione di Tchologo                        | Naturale (227; ix, x)     | 1983 | Una delle più grandi aree protette dell'Africa occidentale, questo parco si caratterizza per la sua grande diversità vegetale. A causa della presenza del fiume Comoé, contiene piante che normalmente si trovano solo molto più a sud, come savane arbustive e macchie di fitta foresta pluviale. |
|      | Città storica di Grand-Bassam                           | Grand-Bassam                                                    | Culturale (1322; iii, iv) | 2012 | La prima capitale della Costa d'Avorio, la città storica di Grand-Bassam, è un esempio di città coloniale della fine del XIX e dell'inizio del XX secolo progettata con quartieri specializzati in commercio, amministrazione, alloggi per europei e africani. Il sito comprende il villaggio di pescatori africano di N'zima accanto all'architettura coloniale caratterizzata da case funzionali con gallerie, verande e giardini. Grand-Bassam testimonia le complesse relazioni sociali tra europei e africani e il successivo movimento indipendentista. In quanto vivace centro del territorio delle postazioni commerciali francesi nel Golfo di Guinea, ha attirato popolazioni da tutte le parti dell'Africa, dell'Europa e del Levante Mediterraneo. |
|      | Moschee in stile sudanese nel nord della Costa d'Avorio | Kaouara, Kong, Kouto, Nambira, Samatiguila, Sorobango, Tengréla | Culturale (1648; ii, iv)  | 2021 | Le otto moschee in stile sudanese sono caratterizzate da costruzioni in terra battuta, strutture sporgenti, contrafforti verticali coronati da uova di ceramica o di struzzo e minareti alti o bassi a forma di tronco di piramide. Presentano un'interpretazione di uno stile architettonico che ha avuto origine tra il XII e il XIV secolo nella città di Djenné. È soprattutto a partire dal XV secolo che questo stile si diffuse verso sud, dalle regioni desertiche alla savana sudanese, adottando forme più basse con contrafforti più massicci, per soddisfare le esigenze di un clima più umido. Queste moschee sono le meglio conservate delle venti sopravvissute in Costa d'Avorio, delle diverse centinaia che esistevano ancora all'inizio del XX secolo. Lo stile sudanese che caratterizza queste moschee, e che è unico nella regione della savana dell'Africa occidentale, si sviluppò tra l'XI e il XIX secolo, quando mercanti e studiosi islamici si diffusero verso sud dall'Impero del Mali, estendendo le rotte commerciali transahariane nelle terre boscose. Le moschee non sono solo importantissima testimonianza fisica del commercio transahariano che ha favorito l'espansione dell'Islam e della cultura islamica, ma sono anche espressione tangibile della fusione di due forme architettoniche che hanno resistito nel tempo: la forma islamica praticata dagli arabo-berberi e quella delle comunità animistiche indigene. |

## Siti candidati
| Foto | Sito                                | Luogo                  | Tipo                       | Anno       | Descrizione |
| ---- | ----------------------------------- | ---------------------- | -------------------------- | ---------- | --- |
|      | Parco nazionale delle isole Ehotilé | Dipartimento di Adiaké | Naturale (2099)            | 17/03/2006 | Il Parco nazionale delle isole Ehotilé è un gruppo di 6 isole (Assokomonobaha, Balouaté, Meha, Nyamouan, Elouamin e l'isola sacra Bosson Assoun) situate nell'area degli estuari sulla costa orientale della Costa d'Avorio. Questo arcipelago si estende su una superficie di 550 ha, senza contare gli innumerevoli canali e altri bracci della laguna che lo costeggiano. |
|      | Parco archeologico di Ahouakro      | Tiassalé               | Misto (5087; iii, vi, vii) | 29/11/2006 | Il sito, che si estende su una superficie di 120 ettari, si trova all'interno di un massiccio formato da megaliti magmatici (metanoici) composti essenzialmente da oligoclasio, quarzo, orneblenda e biotiti verdi. Oltre a questi megaliti, il Parco archeologico di Ahouakro ospita molte vestigia di civiltà scomparse. Scopriamo qua e là laboratori di lucidatura, tracce di affilatura di utensili, monumenti striati con decorazioni artistiche e rocce con pareti dipinte, del periodo neolitico. |